# 部領使
部領使（ことりづかい／ぶりょうし）とは、古代日本において、人員や物資を引率して送り届けるための使者である。兵士・防人・衛士・鷹・米・贄・経典などをおくり届けた。

## 概要
「事（こと）執り」から「ことり」と呼ばれるようになったと言われており、本来は一団の長、集団を統率する者を意味していた。そこから、人や物を徴用・宰領して輸送する官使を指すようになった。著名なものに、「防人部領使」と「相撲部領使」がある。
- 『万葉集』巻第二十、4327番の後の但し書きには、「防人部領使遠江国の史生坂本朝臣人上（さかもと の あそん ひとかみ）が進（たてまつ）る歌の数十八首」とあるが、「防人部領使」とは、各国の防人を難波津まで護送する地方官で、「軍防令」によると、

とある。部領使は他国では守・掾・目（さかん）の国司が担当しており、史生が行った遠江は例外である。
- 「相撲部領使」は陰暦7月の「相撲節」の相撲人を京に召し出すために、朝廷から諸国に派遣される使者で、これを単に「部領使」、または「相撲使」とも呼んだ。同じく『万葉集』巻第五には、吉田宜の「孟秋節に膺（あたる）。伏して願はくは、万祐日に新たならむことを。今相撲部領使に因せ、慎みて片紙（へんし）を付く（今日は折から初秋七月七日の節句にあたりますが、伏してお願いすることは、日に日に多幸なられんことです。今、相撲の部領使に頼んで、謹んで短いお手紙をことづけます）[2]」という文や、あるいは山上憶良の大伴熊凝の哀悼の文として「年十八にして、天平三年（731年）六月十八日を以て、相撲使某国司官位姓名の従人となり、京都（みやこ）に参ゐ向かふ（年十八歳、天平三年六月十八日に、相撲の部領使の国司官位姓名某の従者となって、奈良の都に向かった）[3]」とある。

また、「部領」とは奈良時代・平安時代に春宮坊で、「帯刀の陣」（たちはきのじん）で帯刀の長（たちはきおさ）に次ぐ事務担当官の意味でもある。春宮の舎人左右の衛門尉(えもんのじょう)が兼任した。「木鳥」(もくちょう)・「籠取り」とも呼ばれた。 